# Mistrovství Evropy v krasobruslení 2014
Mistrovství Evropy v krasobruslení 2014 hostilo maďarské hlavní město Budapešť v období od 13. do 19. ledna. Soutěže 106. ročníku šampionátu proběhly v aréně SYMA Rendezvény és Kongresszusi Központ ve čtyřech kategoriích – muži, ženy, sportovní dvojice a taneční páry. Mimoevropští krasobruslaři se zúčastnili mistrovství čtyř kontinentů.
Budapešť pořádala mistrovství Evropy posedmé. Předchozí šampionát v metropoli na Dunaji proběhl v roce 2004.

## Kvalifikační kritéria
Šampionátu se mohli zúčastnit krasobruslaři registrovaní v evropských národních svazech, kteří k 1. červenci 2013 dovršili minimální hranici 15 let věku. Další podmínkou kvalifikace bylo překročení minimální hodnoty v technických elementech (technical elements score; TES) na mezinárodní soutěži v průběhu aktuální či předchozí sezóny. Minimální hranice technických elementů v jednotlivých disciplínách je uvedena v tabulce:
|                          | Minimální TES programu | Minimální TES programu | Minimální TES programu | Minimální TES programu |
| Soutěž                   | krátký program         | volná jízda            |                        |                        |
| Muži                     | 25                     | 45                     |                        |                        |
| Ženy                     | 20                     | 36                     |                        |                        |
| Sportovní dvojice        | 20                     | 36                     |                        |                        |
| Taneční páry             | 18                     | 28                     |                        |                        |
| ------------------------ | ---------------------- | ---------------------- | ---------------------- | ---------------------- |
| TES – technické elementy |                        |                        |                        |                        |

### Právo na více závodníků
O počtu účastníku z jednotlivých států rozhodlo umístění na předešlém mistrovství Evropy.
| Počet | Muži                                     | Ženy                      | Sportovní dvojice            | Taneční páry                                   |
| ----- | ---------------------------------------- | ------------------------- | ---------------------------- | ---------------------------------------------- |
| 3     | Rusko Francie                            | Itálie Rusko Švédsko      | Německo Rusko Itálie Francie | Rusko Itálie                                   |
| 2     | Česko Rakousko Švédsko Německo Španělsko | Španělsko Německo Francie | Spojené království           | Spojené království Německo Ázerbájdžán Francie |

## Program šampionátu
Program šampionátu podle oficiálního rozpisu je uveen v místním čase – UTC+1 (středoevropský čas):
| Datum             | událost (SEČ)                                                                                       |
| ----------------- | --------------------------------------------------------------------------------------------------- |
| Pondělí 13. ledna | 11:00 h – oficiální tréninky                                                                        |
| Úterý 14. ledna   | 11:00 h – oficiální tréninky                                                                        |
| Středa 15. ledna  | 10:30 h – Ženy: krátký program 16:45 h – Otevírací ceremoniál 17:30 h – Taneční páry': krátký tanec |
| Čtvrtek 16. ledna | 11:45 h – Muži: krátký program 18:25 h – Taneční páry: volný tanec                                  |
| Pátek 17. ledna   | 13:30 h – Sportovní dvojice: krátký program 17:50 h – Ženy: volná jízda                             |
| Sobota 18. ledna  | 12:05 h – Muži: volná jazda                                                                         |
| Neděle 19. ledna  | 11:00 h – Sportovní dvojice: volná jízda 15:00 h – Exhibíce                                         |

## Mediální pokrytí
Mistrovství Evropy vysílal veřejnoprávní program ČT sport. Komentoval jej Miroslav Langer.

## Výsledky

### Muži
V krátkém program programu i volných jízdách zvítězil Španěl Javier Fernández, který tak obhájil evropský titul a získal druhou trofej mistra Evropy.
| 1                                  | Javier Fernández         | Španělsko          | 267.11 | 1  | 91.56 | 1  | 175.55 |
| 2                                  | Sergej Voronov           | Rusko              | 252.55 | 2  | 85.51 | 2  | 167.04 |
| 3                                  | Konstantin Meňšov        | Rusko              | 237.24 | 11 | 72.12 | 3  | 165.12 |
| 4                                  | Michal Březina           | Česko              | 236.98 | 5  | 82.80 | 4  | 154.18 |
| 5                                  | Maxim Kovtun             | Rusko              | 232.37 | 4  | 83.15 | 5  | 149.22 |
| 6                                  | Peter Liebers            | Německo            | 225.76 | 8  | 77.42 | 7  | 148.34 |
| 7                                  | Tomáš Verner             | Česko              | 223.66 | 3  | 83.51 | 8  | 140.15 |
| 8                                  | Brian Joubert            | Francie            | 221.95 | 9  | 73.29 | 6  | 148.66 |
| 9                                  | Jorik Hendrickx          | Belgie             | 205.92 | 10 | 73.21 | 10 | 132.71 |
| 10                                 | Alexej Byčenko           | Izrael             | 203.76 | 13 | 68.68 | 9  | 135.08 |
| 11                                 | Alexander Majorov        | Švédsko            | 202.47 | 6  | 79.62 | 13 | 122.85 |
| 12                                 | Chafik Besseghier        | Francie            | 198.07 | 12 | 70.85 | 12 | 127.22 |
| 13                                 | Florent Amodio           | Francie            | 190.13 | 7  | 78.60 | 20 | 111.53 |
| 14                                 | Viktor Pfeifer           | Rakousko           | 189.06 | 16 | 60.89 | 11 | 128.17 |
| 15                                 | Franz Streubel           | Německo            | 182.21 | 19 | 59.96 | 14 | 122.25 |
| 16                                 | Kim Lucine               | Monako             | 179.89 | 18 | 60.00 | 16 | 119.89 |
| 17                                 | Stéphane Walker          | Švýcarsko          | 179.52 | 17 | 60.54 | 17 | 118.98 |
| 18                                 | Javier Raya              | Španělsko          | 179.37 | 20 | 57.13 | 15 | 122.24 |
| 19                                 | Maciej Cieplucha         | Polsko             | 179.06 | 15 | 65.84 | 19 | 113.22 |
| 20                                 | Pavel Ignatěnko          | Bělorusko          | 172.08 | 22 | 55.99 | 18 | 116.09 |
| 21                                 | Zoltán Kelemen           | Rumunsko           | 171.26 | 14 | 68.32 | 22 | 102.94 |
| 22                                 | Jakov Godoroža           | Ukrajina           | 158.88 | 21 | 57.09 | 23 | 101.79 |
| 23                                 | Paul Bonifacio Parkinson | Itálie             | 157.81 | 24 | 52.08 | 21 | 105.73 |
| 24                                 | Viktor Romanenkov        | Estonsko           | 153.66 | 23 | 55.43 | 24 | 98.23  |
| nekvalifikovali se do volných jízd |                          |                    |        |    |       |    |        |
| 25                                 | Sondre Oddvoll Boe       | Norsko             |        | 25 | 49.84 |    |        |
| 26                                 | Marco Klepoch            | Slovensko          |        | 26 | 49.48 |    |        |
| 27                                 | Matthew Parr             | Spojené království |        | 27 | 49.32 |    |        |
| 28                                 | Manol Atanasov           | Bulharsko          |        | 28 | 49.07 |    |        |
| 29                                 | Valtter Virtanen         | Finsko             |        | 29 | 48.55 |    |        |
| 30                                 | Kristóf Forgó            | Maďarsko           |        | 30 | 47.91 |    |        |
| 31                                 | Justus Strid             | Dánsko             |        | 31 | 47.05 |    |        |
| 32                                 | Ali Demirboğa            | Turecko            |        | 32 | 46.56 |    |        |
| 33                                 | Manuel Koll              | Rakousko           |        | 33 | 45.61 |    |        |
| 34                                 | Illja Solomin            | Švédsko            |        | 34 | 44.73 |    |        |
| 35                                 | Sarkis Hajrapetjan       | Arménie            |        | 35 | 42.90 |    |        |

### Ženy
Po krátkém programu vedla Ruska Adelina Sotnikovová. Po historicky druhé nejlepší volné jízdě, dle stávající bodové klasifikace, však titul mistryně Evropy získala její krajanka Julia Lipnická, když za tuto část závodu odjetou na hudbu z filmu Schindlerův seznam obdržela 139,75 bodu. Pro 15letou bývalou moderní gymnastku Lipnickou byl šampionát premiérovou velkou soutěží v seniorské kategorii. Celkové hodnocení 209,72 bodů představovalo také druhou nejvyšší hodnotu v ženském krasobruslení, když více bodů do té doby nasbírala pouze Kim Ju-na na Zimních olympijských hrách 2010.
| Pořadí                             | Jméno                   | Stát               | Celkové hodnocení | Krátký program | Krátký program | Volná jízda | Volná jízda |
| ---------------------------------- | ----------------------- | ------------------ | ----------------- | -------------- | -------------- | ----------- | ----------- |
| 1                                  | Julia Lipnická          | Rusko              | 209,72            | 2              | 69,97          | 1           | 139,75      |
| 2                                  | Adelina Sotnikovová     | Rusko              | 202,36            | 1              | 70,73          | 2           | 131,63      |
| 3                                  | Carolina Kostnerová     | Itálie             | 191,39            | 3              | 68,97          | 3           | 122,42      |
| 4                                  | Aljona Leonovová        | Rusko              | 178,15            | 4              | 64,09          | 5           | 114,06      |
| 5                                  | Maé Bérénice Méitéová   | Francie            | 173,37            | 5              | 58,64          | 4           | 114,73      |
| 6                                  | Valentina Marcheiová    | Itálie             | 165,25            | 6              | 57,38          | 6           | 107,87      |
| 7                                  | Jelena Glebovová        | Estonsko           | 155,71            | 8              | 54,68          | 7           | 101,03      |
| 8                                  | Nathalie Weinzierlová   | Německo            | 151,88            | 10             | 53,02          | 8           | 98,86       |
| 9                                  | Joshi Helgessonová      | Švédsko            | 146,45            | 9              | 54,25          | 10          | 92,20       |
| 10                                 | Jelena Gedevanišviliová | Gruzie             | 141,82            | 7              | 54,78          | 13          | 87,04       |
| 11                                 | Roberta Rodeghierová    | Itálie             | 141,25            | 15             | 48,52          | 9           | 92,73       |
| 12                                 | Juulia Turkkilová       | Finsko             | 140,31            | 12             | 50,42          | 12          | 89,89       |
| 13                                 | Laurine Lecavelierová   | Francie            | 139,42            | 13             | 49,12          | 11          | 90,30       |
| 14                                 | Viktoria Helgessonová   | Švédsko            | 138,73            | 11             | 52,55          | 14          | 86,18       |
| 15                                 | Eliška Březinová        | Česko              | 130,35            | 16             | 47,10          | 16          | 83,25       |
| 16                                 | Isabelle Olssonová      | Švédsko            | 129,39            | 22             | 43,97          | 15          | 85,42       |
| 17                                 | Nicole Rajičová         | Slovensko          | 128,25            | 14             | 49,00          | 18          | 79,25       |
| 18                                 | Inga Janulevičiūtė      | Litva              | 126,20            | 21             | 44,24          | 17          | 81,96       |
| 19                                 | Anne Line Gjersemová    | Norsko             | 125,58            | 18             | 46,63          | 19          | 78,95       |
| 20                                 | Kaat Van Daeleová       | Belgie             | 123,05            | 19             | 46,18          | 20          | 76,87       |
| 21                                 | Agata Krygerová         | Polsko             | 119,52            | 23             | 43,59          | 21          | 75,93       |
| 22                                 | Marta Garcíová          | Španělsko          | 118,11            | 20             | 44,61          | 22          | 73,50       |
| 23                                 | Natalija Popovová       | Ukrajina           | 112,26            | 17             | 47,01          | 24          | 65,25       |
| 24                                 | Jenna McCorkellová      | Spojené království | 110,19            | 24             | 39,59          | 23          | 70,60       |
| nekvalifikovaly se do volných jízd |                         |                    |                   |                |                |             |             |
| 25                                 | Janina Makejenková      | Bělorusko          |                   | 25             | 39,44          |             |             |
| 26                                 | Tanja Odermattová       | Švýcarsko          |                   | 26             | 39,42          |             |             |
| 27                                 | Daša Grmová             | Slovinsko          |                   | 27             | 38,52          |             |             |
| 28                                 | Sonia Lafuenteová       | Španělsko          |                   | 28             | 38,43          |             |             |
| 29                                 | Anita Madsenová         | Dánsko             |                   | 29             | 38,42          |             |             |
| 30                                 | Ieva Gaileová           | Lotyšsko           |                   | 30             | 37,83          |             |             |
| 31                                 | Kerstin Franková        | Rakousko           |                   | 31             | 37,44          |             |             |
| 32                                 | Michelle Couwenbergová  | Nizozemsko         |                   | 32             | 36,72          |             |             |
| 33                                 | Fleur Maxwellová        | Lucembursko        |                   | 33             | 36,48          |             |             |
| 34                                 | Sarah Heckenová         | Německo            |                   | 34             | 35,20          |             |             |
| 35                                 | Danielle Montalbanová   | Izrael             |                   | 35             | 33,87          |             |             |
| 36                                 | Anna Afoňkinová         | Bulharsko          |                   | 36             | 31,15          |             |             |
| 37                                 | Sıla Saygıová           | Turecko            |                   | 37             | 25,88          |             |             |

### Sportovní dvojice
Ruská sportovní dvojice Taťjana Volosožarová a Maxim Traňkov získala třetí titul mistrů Evropy v řadě.
| Pořadí                             | Dvojice                                       | Stát               | Celkové hodnocení | Krátký program | Krátký program | Volná jízda | Volná jízda |
| ---------------------------------- | --------------------------------------------- | ------------------ | ----------------- | -------------- | -------------- | ----------- | ----------- |
| 1                                  | Taťjana Volosožarová / Maxim Traňkov          | Rusko              | 220,38            | 1              | 83,98          | 2           | 136,40      |
| 2                                  | Xenia Stolbovová / Fjodor Klimov              | Rusko              | 207,98            | 4              | 70,90          | 1           | 137,08      |
| 3                                  | Věra Bazarovová / Jurij Larionov              | Rusko              | 201,61            | 3              | 71,70          | 3           | 129,91      |
| 4                                  | Stefania Bertonová / Ondřej Hotárek           | Itálie             | 195,61            | 5              | 69,22          | 4           | 126,39      |
| 5                                  | Vanessa Jamesová / Morgan Ciprès              | Francie            | 185,48            | 6              | 63,23          | 5           | 122,25      |
| 6                                  | Maylin Wendeová / Daniel Wende                | Německo            | 168,32            | 8              | 55,19          | 6           | 113,13      |
| 7                                  | Andrea Davidovichová / Jevgenij Krasnopolskij | Izrael             | 163,93            | 7              | 55,32          | 7           | 108,61      |
| 8                                  | Nicole Della Monicová / Matteo Guarise        | Itálie             | 154,55            | 9              | 53,65          | 8           | 100,90      |
| 9                                  | Mari Vartmannová / Aaron Van Cleave           | Německo            | 153,21            | 10             | 52,40          | 9           | 100,81      |
| 10                                 | Natalja Zabijaková / Alexandr Zabojev         | Estonsko           | 149,82            | 12             | 50.12          | 10          | 99,70       |
| 11                                 | Daria Popovová / Bruno Massot                 | Francie            | 149,36            | 11             | 52,36          | 11          | 97,00       |
| 12                                 | Miriam Zieglerová / Severin Kiefer            | Rakousko           | 135,05            | 15             | 44.79          | 12          | 90.26       |
| 13                                 | Stacey Kempová / David King                   | Spojené království | 130,98            | 16             | 43.98          | 13          | 87.00       |
| 14                                 | Marija Paljakovová / Nikita Bočkov            | Bělorusko          | 130,46            | 13             | 48.18          | 14          | 82,28       |
| 15                                 | Amani Fancyová / Christopher Boyadji          | Spojené království | 127,76            | 14             | 47.79          | 15          | 79.97       |
| odstoupení                         | Aljona Savčenková / Robin Szolkowy            | Německo            |                   | 2              | 76.76          |             |             |
| nekvalifikovali sa do volných jízd |                                               |                    |                   |                |                |             |             |
| 17                                 | Alessandra Cernuschiová / Filippo Ambrosini   | Itálie             |                   | 17             | 40,29          |             |             |
| 18                                 | Jelizaveta Makarovová / Leri Kenčadze         | Bulharsko          |                   | 18             | 39,94          |             |             |
| 19                                 | Julia Lavrentjevová / Jurij Rudik             | Ukrajina           |                   | 19             | 37,96          |             |             |
| 20                                 | Veronica Grigorievová / Aritz Maestu          | Španělsko          |                   | 20             | 34,97          |             |             |

### Taneční páry
| Pořadí                              | Pár                                                | Stát               | Celkové hodnocení | Krátký tanec | Krátký tanec | Volný tanec | Volný tanec |
| ----------------------------------- | -------------------------------------------------- | ------------------ | ----------------- | ------------ | ------------ | ----------- | ----------- |
| 1                                   | Anna Cappelliniová / Luca Lanotte                  | Itálie             | 171,61            | 1            | 69,58        | 1           | 102,03      |
| 2                                   | Jelena Ilinychová / Nikita Kacalapov               | Rusko              | 170,51            | 2            | 69,54        | 2           | 100,97      |
| 3                                   | Penny Coomesová / Nicholas Buckland                | Spojené království | 158,69            | 3            | 61,76        | 3           | 96,93       |
| 4                                   | Viktorija Sinicinová / Ruslan Žiganšin             | Rusko              | 153,73            | 4            | 60,63        | 4           | 93,10       |
| 5                                   | Jekatěrina Rjazanovová / Ilja Tkačenko             | Rusko              | 150,44            | 5            | 60,35        | 5           | 90,09       |
| 6                                   | Julija Zlobinová / Alexej Sitnikov                 | Ázerbájdžán        | 147,78            | 6            | 59,82        | 6           | 87,96       |
| 7                                   | Nelli Žiganšinová / Alexander Gazsi                | Německo            | 145,37            | 7            | 59,79        | 8           | 85,58       |
| 8                                   | Charlène Guignardová / Marco Fabbri                | Itálie             | 144,40            | 8            | 58,17        | 7           | 86,23       |
| 9                                   | Isabella Tobiasová / Deividas Stagniūnas           | Litva              | 142,31            | 9            | 56,76        | 9           | 85,55       |
| 10                                  | Sara Hurtadová / Adrià Díaz                        | Španělsko          | 137,58            | 11           | 55,21        | 11          | 82,37       |
| 11                                  | Tanja Kolbeová / Stefano Caruso                    | Německo            | 137,46            | 13           | 53,98        | 10          | 83,48       |
| 12                                  | Federica Testová / Lukáš Csölley                   | Slovensko          | 136,63            | 12           | 54,84        | 12          | 81,79       |
| 13                                  | Pernelle Carronová / Lloyd Jones                   | Francie            | 135,29            | 10           | 56,35        | 13          | 78,94       |
| 14                                  | Irina Štorková / Taavi Rand                        | Estonsko           | 131,66            | 14           | 53,88        | 15          | 77,78       |
| 15                                  | Gabriella Papadakisová / Guillaume Cizeron         | Francie            | 131,57            | 15           | 53,33        | 14          | 78,24       |
| 16                                  | Justyna Plutowská / Peter Gerber                   | Polsko             | 128,08            | 17           | 52,14        | 16          | 75,94       |
| 17                                  | Alisa Agafonovová / Alper Uçar                     | Turecko            | 127,96            | 16           | 52,90        | 18          | 75,06       |
| 18                                  | Laurence Fournierová Beaudryová / Nikolaj Sørensen | Dánsko             | 127,51            | 18           | 51,92        | 17          | 75,59       |
| 19                                  | Lorenza Alessandriniová / Simone Vaturi            | Itálie             | 121,65            | 19           | 50,24        | 20          | 71,41       |
| 20                                  | Henna Lindholmová / Ossi Kanervo                   | Finsko             | 121,09            | 20           | 48,75        | 19          | 72,34       |
| nekvalifikovali se do volného tance |                                                    |                    |                   |              |              |             |             |
| 21                                  | Dóra Turócziová / Balázs Major                     | Maďarsko           |                   | 21           | 46,80        |             |             |
| 22                                  | Ramona Elsenerová / Florian Roost                  | Švýcarsko          |                   | 22           | 46,36        |             |             |
| 23                                  | Siobhan Heekinová-Canedyová / Dmytro Duň           | Ukrajina           |                   | 23           | 45,84        |             |             |
| 24                                  | Allison Reedová / Vasilij Rogov                    | Izrael             |                   | 24           | 44,14        |             |             |
| 25                                  | Barbora Silná / Juri Kurakin                       | Rakousko           |                   | 25           | 43,22        |             |             |
| 26                                  | Lucie Myslivečková / Neil Brown                    | Česko              |                   | 26           | 42,95        |             |             |
| 27                                  | Angelina Teleginová / Otar Džaparidze              | Gruzie             |                   | 27           | 42,07        |             |             |
| 28                                  | Viktorija Kovalovová / Jurij Bieljajev             | Bělorusko          |                   | 28           | 39,03        |             |             |
| 29                                  | Carter Marie Jonesová / Richard Sharpe             | Spojené království |                   | 29           | 34,63        |             |             |

## Medailové pořadí

### Pořadí národů
| Pořadí | země               | zlato | stříbro | bronz | celkově |
| 1.     | Rusko              | 2     | 4       | 2     | 8       |
| 2.     | Itálie             | 1     | 0       | 1     | 2       |
| 3.     | Španělsko          | 1     | 0       | 0     | 1       |
| 4.     | Spojené království | 0     | 0       | 1     | 1       |

### Medailisté
| Soutěž            | zlato                              | stříbro                            | bronz                             |
| Muži              | Javier Fernández                   | Sergej Voronov                     | Konstantin Meňšov                 |
| Ženy              | Julia Lipnická                     | Adelina Sotnikovová                | Carolina Kostnerová               |
| Sportovní dvojice | Taťjana Volosožarová Maxim Traňkov | Xenia Stolbovová Fjodor Klimov     | Věra Bazarovová Jurij Larionov    |
| Taneční páry      | Anna Cappelliniová Luca Lanotte    | Jelena Ilinychová Nikita Kacalapov | Penny Coomesová Nicholas Buckland |